# شهرستان اکمی، میشیگان
شهرستان اکمی، میشیگان (به انگلیسی: Acme Township, Michigan) در ایالات متحده آمریکا است که در میشیگان واقع شده‌است.

## خصوصیات
شهرستان اکمی ۶۵٫۶ کیلومترمربع مساحت و ۴٬۳۳۲ نفر جمعیت دارد و ۲۳۵ متر بالاتر از سطح دریا واقع شده‌است.